# تومويوكي هوشينو
تومويوكي هوشينو (بالإنجليزية: Tomoyuki Hoshino)‏‏ (13 يوليو 1965 في لوس أنجلوس - ) صحفي، وروائي من الولايات المتحدة.